# Maxis Communications
Maxis Communications est une entreprise de télécommunication basée à Kuala Lumpur en Malaisie. Elle est détenue à 25 % par Saudi Telecom. Alors que Maxis détient 74 % de Aircel.